# Холивуд Рипортър
„Холивуд Рипортър“ (на английски: The Hollywood Reporter) е американско списание, създадено от Уилям Уилкърсън. Отразява филмовата индустрия, а от 1950-те години – и телевизионната.